# Lisbon (Ohio)
Lisbon é uma vila localizada no estado norte-americano de Ohio, no Condado de Columbiana.

## Demografia
Segundo o censo norte-americano de 2000, a sua população era de 2788 habitantes.
Em 2006, foi estimada uma população de 3063, um aumento de 275 (9.9%).

## Geografia
De acordo com o United States Census Bureau tem uma área de
2,9 km², dos quais 2,9 km² cobertos por terra e 0,0 km² cobertos por água. Lisbon localiza-se a aproximadamente 290 m acima do nível do mar.

## Localidades na vizinhança
O diagrama seguinte representa as localidades num raio de 16 km ao redor de Lisbon.